# Bashō no sei

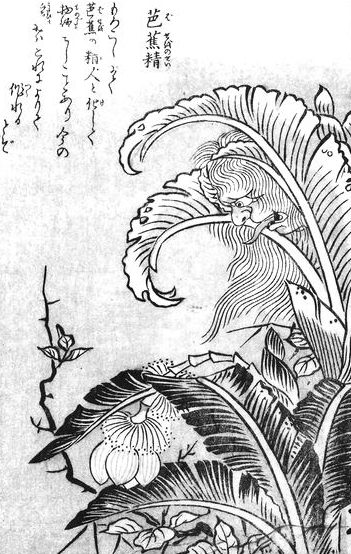
Bashō no sei dal Konjaku hyakki shūi di Toriyama Sekien

Bashō no sei (芭蕉精?, lett. "spirito del banano") è uno yōkai presente nelle leggende cinesi e giapponesi. Appare nella raccolta di disegni yōkai di Toriyama Sekien, Konjaku hyakki shūi. Si dice che sia lo spirito di un banano giapponese (バショウ?, bashō) assuma forma umana e inganni le persone.

## Descrizione
Il commento al Konjaku hyakki shūi afferma: «Esiste una storia della dinastia Tang (Cina) in cui un Bashō no sei si trasforma in un essere umano, e da questa storia è nato il canto Nō "Bashō"». In questo canto un bashō no sei assume le sembianze di una giovane donna e appare a un monaco che a tarda sta cantando un sutra e chiede: "Persino le piante inanimate possono raggiungere la buddhità?". Come dice il commentario, il canto nō giapponese "Bashō" è stato creato sulla base di un racconto nel cinese contenuto nel "Kokai Shimbun Eiken Zokushi" e altre storie in cui un bashō no sei si trasforma in forma umana.
I bashō no sei non sono particolarmente ostili o minacciosi nei confronti delle persone. Generalmente si limitano a spaventare gli umani apparendo improvvisamente accanto a loro.
Le storie sugli spiriti dei banani sono numerose nel folclore giapponese, cinese e delle isole Ryūkyū. L'erborista del periodo Edo Satō Chūryō registrò le sue osservazioni su questi spiriti in un saggio. Nelle isole Ryūkyū, ci sono luoghi dove vengono piantati banani per chilometri per ottenere da loro la fibra, e si dice che se si passa di lì a tarda notte, si incontrerà sempre una strana creatura. Se una persona ne incontra una, sarà solo spaventata ma non subirà alcun danno diretto, ma se porta una spada, può evitare questo evento soprannaturale. La teoria di Chūryō era che i banani non fossero necessariamente gli unici ad avere spiriti, ma che, poiché le loro foglie sono così grandi e vengono piantati in così gran numero, è particolarmente facile per gli umani vedere gli spiriti di questi alberi.
Nelle isole Ryūkyū le donne venivano avvertite di non camminare vicino ai banani dopo le 18:00. Se lo avessero fatto, avrebbero potuto imbattereesi in uno yōkai tra le foglie larghe, a volte un mostro, altre volte un bel giovane. Poco dopo, la donna rimaneva incinta. Quando il bambino nasceva, dieci mesi dopo, aveva zanne o denti aguzzi come quelli di un demone. Inoltre, l'anno successivo e ogni anno successivo, la donna dava alla luce un altro demone. Ogni volta che nasceva un bambino demone, doveva essere ucciso somministrandogli una bevanda velenosa a base di kumazasa in polvere (un tipo di erba di bambù), per questo motivo il kumazasa cresce comunemente vicino alle case.
A Shinshū (oggi prefettura di Nagano), un monaco stava leggendo in un tempio per tutta la notte quando una bellissima donna apparve da chissà dove e cercò di sedurlo. Il monaco si arrabbiò e la colpì con una spada corta, facendo sì che la donna fuggisse sanguinante. La mattina dopo, il monaco seguì scia di sangue lasciata dalla donna, uqesta conduceva ai giardini del tempio, dove un albero bashō giaceva a terra, tagliato in due. Il sacerdote capì allora che la donna era in realtà lo spirito dell'albero.